# Alfred Fisher
Alfred Joel Fisher (* 30. Juni 1942 in Boston; † 14. Dezember 2016 in Kingston) war ein kanadischer Komponist, Pianist und Musikpädagoge.

## Leben
Fisher studierte Klavier bei Alfred Kanwischer und Pierre Luboshutz, Komposition bei George Crumb, Douglas Moore, John Pozdro und H. Owen Reed und Musikwissenschaft bei Hans Nathan. Von 1965 bis 1968 unterrichtete er an der Michigan State University, von 1969 bis 1972 an der University of Western Ontario, 1972/73 an der University of Saskatchewan und von 1973 bis 1978 an der Acadia University. Von 1978 bis 1989 lehrte er als Professor an der University of Alberta. Im Jahr 1974 wurde er kanadischer Staatsbürger.
Fisher ist Gründer und Leiter des Ensembles für Neue Improvisationsmusik PING an der University of Alberta, wo er auch als Klavierbegleiter und Dirigent aktiv ist. 1989 trat er als Solist mit Johann Sebastian Bachs Klavierkonzert in f-Moll auf. Seine Kompositionen wurden u. a. im Rundfunk der CBC aufgeführt.
Er verstarb am 14. Dezember 2016 im Kingston General Hospital in Kingston.

## Werke
- Lamentation Canticle für Sopran und Chor, 1970
- Elegiac Variations für Cello und Orchester, 1976
- To A Gentle Poet für zwei Celli, 1977
- Cry Wolf (after a Cree Legend) für Countertenor, Flöte, Viola und Cello, 1977
- The Owl At Dusk ’Five Scenes on Yiddish Poetry’ für Sopran, Flöte, Viola, Cello, Klavier und Perkussion, 1978
- Four Movements for Unaccompanied Clarinet. 1978
- Shema Yisrael/Hear O Israel (Bible) für Sopran, gemischten Chor und Crotales, 1979
- Psalm 85 für Sopran und gemischten Chor, 1979
- Five Movements for Bassoon and Cello, 1980
- Morning: Peniel für Orchester, 1980
- Credo für Cello und Klavier, 1981
- Parables and Canons für Cello und Klavier, 1982
- Sweet for Flute, 1982
- Fantasy Pieces, 1982
- Ouverture Petillante für Orchester, 1983
- Warrior für Orchester, 1984
- Small Worlds für Violine, Viola und Cello, 1984
- Two Last Words (W. Martin) für Sopran und Klavier, 1984
- Peace Variations für Streichorchester, 1987
- The Nameless Dances für Violine und Klavier, 1987
- Diary of a War Artist für Streichquartett, Klarinette und Erzähler, 1989